# Honoré Tournely
Honoré Tournely (né le 28 août 1658 à Antibes, mort le 26 décembre 1729 à Paris) est un théologien français. Il combattit le jansénisme dans ses cours et dans ses publications.

## Biographie
Honoré Tournely naquit à Antibes en 1658. Issu d'une famille très modeste, il fut pris en charge par un oncle parisien, l'abbé Mouton, prêtre à Paris, qui lui donna sa première éducation. Il fit ensuite des études de philosophie et de théologie et fut reçu docteur en Sorbonne (1686). En mai 1688 il fut envoyé à l'Université de Douai pour enseigner la théologie (1688-1692), où il s'illustra par la qualité de ses cours et par ses attaques contre la théologie janséniste. Il fut ensuite rappelé à Paris, comme professeur de théologie à la Sorbonne, où il enseigna pendant 24 ans (1692-1716) et fut également nommé curé de Sainte-Chapelle et abbé de Plaimpied (dans l'archidiocèse de Bourges).
Fervent opposant des jansénistes, il fut souvent dénoncé comme l'auteur de la Fourberie de Douai. Pasquier Quesnel, dans une lettre à Du Vaucel datée du 20 février 1700, le traite de « faux-Arnauld ». Ses attaques contre le parti jansénistes continuèrent, en particulier après la publication de l'Unigenitus (8 septembre 1713) lorsque Clément XI condamna l'œuvre de Quesnel. Gallican comme la plupart de ses compatriotes, Tournély s'engage également fortement dans l'acceptation de cette constitution par l'Assemblée du clergé, dont il était consulteur, et par la faculté de théologie de la Sorbonne dont il était un membre influent. Lorsqu'après la mort de Louis XIV (1er septembre 1715) et par l'action du cardinal de Noailles les jansénistes purent prendre le pouvoir au sein de la faculté de théologie, ils expurgèrent de ses registres la bulle Unigenitus et exluèrent Tournély de leurs réunions, ainsi que plusieurs docteurs (1716). Ce n'est que par l'intervention du régent, le Duc d'Orléans, qu'ils ont pu être rétablis (février 1721).
Jusqu'à ce moment, Tournély n'avait rien publié à son nom, mais il est considéré comme l'inspirateur de nombreux pamphlets anonymes contre le jansénisme. Lors de sa mise à la retraite en 1716, il commença aussitôt à réviser ses cours, et à la demande du cardinal de Fleury et d'autres, il les publia en 1725 sous le titre de Praelectiones theologicæ. Ce traité a été regardé comme une des plus importantes sommes de l'époque. Il fut très fréquemment réédité, partiellement complété notamment par Pierre Collet sur des questions de théologie morale, et servit massivement de manuel tout au long du XVIIIe siècle et au début du XIXe siècle (on trouve souvent des remarques telles que "voyons ce que dit le Tournély", avant le succès du néothomisme académique. On en produisit également différents abrégés.

## Œuvres imprimées

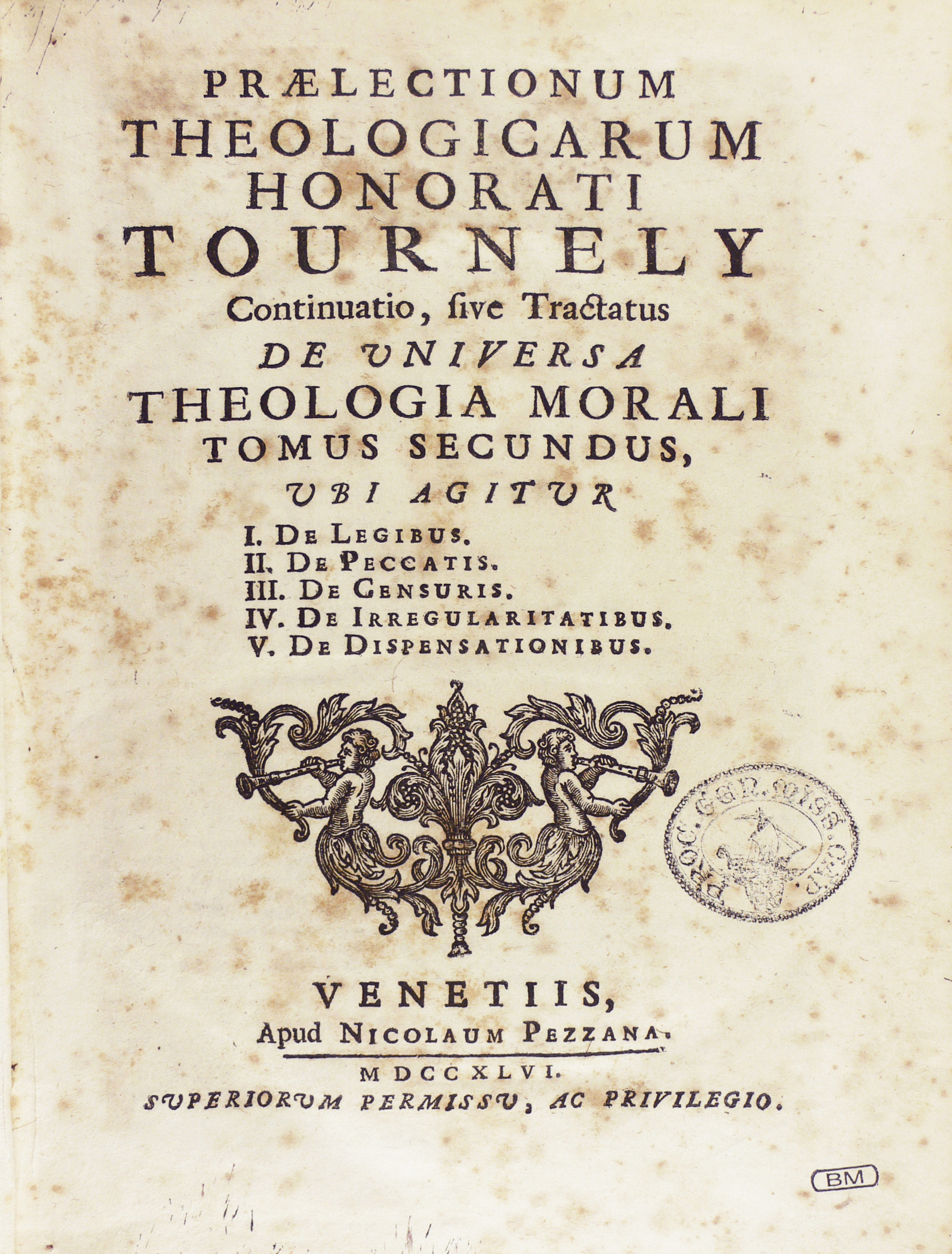
Praelectionum theologicarum, 1746.

- Cursus theologicus scholastico-dogmaticus sive praelectionum theologicarum. Editio post Parisiensem & Venetam, in Germania prima, 8 vol., Köln, 1734-1754 ;
- Praelectiones theologicae de baptismo et confirmatione, Paris, Apud Viduam Raymundi Maizieres & J.-B. Garnier, 1727 ;
- Praelectiones theologicae de sacramentis in genere, Paris, Apud Viduam Raymundi Maizières & J.-B. Garnier, 1726 ;
- Praelectiones theologicae de sacramentis poenitentiae et extremae unctionis. Prima pars, Paris, Apud Viduam Raymundi Maizières & J.-B. Garnier, 1728.

## Source
- Joseph Hild, Honoré Tournely und seine Stellung zum Jansenismus, Fribourg-en-Brisgau, Herder, 1911.